# 魔幻歷險
《魔幻歷險》是由華倫·羅賓列特為雅達利2600開發的圖形冒險遊戲，由雅達利有限公司於1980年發行。玩家需要控制外表呈正方形的角色，探索由三十個區域組成的開放環境，找到藏在未知地點的魔法聖杯，並將其送回金色城堡。遊戲世界除了布滿各類物品，還有四處遊蕩的敵人——三條會攻擊和吃掉玩家角色的巨龍，以及一隻會隨機偷走角色身上的物品、並將其藏匿在遊戲世界各地的蝙蝠。遊戲亦為主機遊戲引入了新元素，包括在螢幕外繼續移動的敵人。
《魔幻歷險》是1977年文字冒险游戏《巨洞冒險》的圖像版本。華倫·羅賓列特花費大約一年時間設計和編寫電腦程式，期間克服了雅達利2600的各種技術和硬件限制，以及與雅達利管理層之間的問題。然而，雅達利於1976年被華納通訊收購後，開始從產品上刪去開發人員的名字。為了應對公司的舉動，他決定將自己的名字隱藏並嵌入遊戲內；此事直至遊戲發行、羅賓列特離職後，才被玩家發現。雖然羅賓列特的秘密區域並非電子遊戲史上首個彩蛋，但它在電子遊戲和其他形式的媒體中開創了這一想法，並自此融入流行文化，例如2011年小說《一級玩家》及其2018年電影版的高潮部分。
《魔幻歷險》在發佈之初和之後的數十年裡備受好評，經常被評為業界具影響力的遊戲，也是史上其中一部傑出的電子遊戲。它也被認為是首款動作冒險電子遊戲以及首款主機幻想類遊戲，並啟發了同類型的其他遊戲。由發行初期至今，遊戲銷量已超過100萬份，雅達利亦曾多次在不同平台上重新發行遊戲。遊戲原型的源代码曾被當作1979年遊戲《超人》的基礎。1982年，雅達利曾宣佈推出遊戲續作，但計劃中的續集最終演變為尋劍系列遊戲。

## 玩法
在《魔幻歷險》中，玩家須找回被邪惡魔法師偷走並藏在王國中的魔法聖杯，並將其送回金色城堡。王國總共由三十個區域組成，金色、白色、黑色城堡亦在其中，三座城堡及其周圍存在各種障礙物、敵人以及迷宮。王國由黃色巨龍約格爾（Yorgle）、綠色巨龍格倫德爾（Grundle）、紅色巨龍萊因德爾（Rhindle）守護，它們會保護或逃離各種物品，並會攻擊玩家角色。另外，由邪惡魔法師創造的黑色蝙蝠會在王國內四處遊蕩，它甚至會用其所攜帶的物品與玩家交換，例如以一條活龍換取玩家手上的劍。據開發者華倫·羅賓列特稱，這隻蝙蝠原本獲命名為努伯魯布（Knubberrub），但這個名字最終未有在手冊上出現。蝙蝠具有躁動和平靜兩種狀態：處於躁動狀態時，它會拾起物品，或將目前所攜帶的物品與當前空間中的物品交換，然後回到平靜狀態，此時它將不會拾起任何物品。即使在畫面外，蝙蝠也會繼續飛來飛去交換物品。
玩家角色的外型為一個簡單的正方形，角色可以在區域內和區域之間移動，每個區域都由單一畫面顯示。玩家可以在不同區域覓得有用的物品，例如打開城堡閘門的鑰匙、將物品吸走的磁鐵、用以跨越某些障礙的魔法橋，甚至是擊敗巨龍的劍。角色每次只可攜帶一項物品。假如角色被巨龍吃掉，玩家可以選擇復活角色，無須重新開始遊戲。角色復活後會出現在金色城堡，所有物品都會留在最新位置，但同時所有被殺的巨龍都會復活。在部分遊戲評論家眼中，這項「復活角色而無須重新開始遊戲」的功能，是電子遊戲史上「接關」功能的早期示例。
遊戲提供三個不同的技巧等級（Skill Levels）。第一級最為容易，區域佈局簡單，遊戲地圖不設白色城堡和隱形迷宮，紅色巨龍和黑色蝙蝠也不會出現。第二級是遊戲的完整版本，地圖較第一級大，遊戲開始時巨龍、蝙蝠以及各項物品會出現在預設位置。第三級則是第二級的困難版，遊戲地圖不變，但巨龍以及各項物品隨機出現。玩家可使用雅達利2600上的難度控制器來調校遊戲難度：一個開關控制巨龍的咬合速度，另一個開關則會在玩家攜帶寶劍時使巨龍落荒而逃。

## 開發

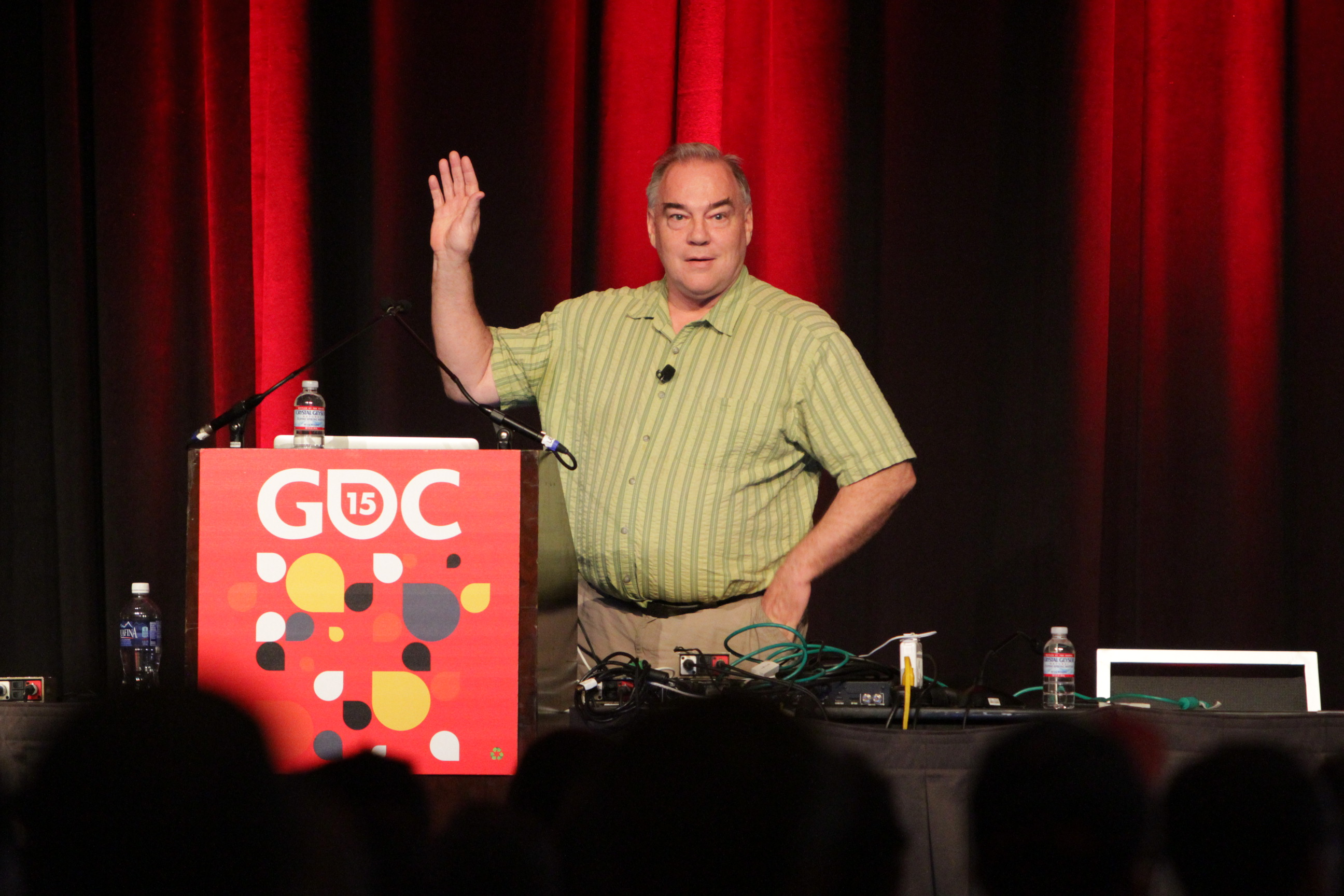
華倫·羅賓列特在2015年游戏开发者大会中總結《魔幻歷險》的開發過程

《魔幻歷險》由雅達利員工華倫·羅賓列特開發，並由雅達利有限公司發行。當時，雅達利的程式設計師一般可以全權控制遊戲的創意方向和開發週期；作為代價，他們需要在當前遊戲即將完成時，為下一款遊戲製定計劃，以保持工作效率。羅賓列特在即將完成《老虎機賽車手》時，室友朱利葉斯·史密斯（Julius Smith）向他提供參觀史丹福人工智能實驗室的機會。羅賓列特在該處接觸到由威廉·克羅塞製作、唐·伍德斯修改的1977年版本文字冒险游戏《巨洞冒險》。玩了數小時後，他便萌生創建遊戲圖形版本的想法。
1978年5月至6月左右，羅賓列特開始利用惠普1611A邏輯分析儀（一種调试工具）來設計他的圖形遊戲。由於雅達利2600的ROM卡带容量只有4096字节（即4kB），而系統只有128位元組的随机存取存储器用於程序變數，因此他很快便意識到記憶體的使用至關重要。相比之下，《巨洞冒險》在大型计算机上使用了數百kB的記憶體。最終，成品佔用了幾乎所有可用的記憶體（其中羅賓列特的彩蛋佔卡匣容量5%），卡匣只剩下15個未使用的位元組。羅賓列特認為，在加利福尼亞大學柏克萊分校任職教授的肯·汤普逊教會他有效利用有限記憶體所需的技能。湯普遜要求學生學習他在AT&T發明的C语言，而羅賓列特則將其引入汇编语言。
羅賓列特首先確定了如何將《巨洞冒險》中的元素，轉化為簡單、容易識別的圖形，讓玩家直接與之互動，用操縱桿控制取代原本的文本命令。由於系統解像度低，他留意到巨龍看起來更像鴨子。針對雅達利2600的各種技術限制，他研究了一系列權變措施；該遊戲機只有一個遊戲區域和五個可用於表示移動物件的記憶體映射寄存器，而這些寄存器中只有兩個能表示更複雜的精靈圖，因此他決定將這兩個寄存器來表示遊戲中的物體和生物。他還使用了原本在《乓》等遊戲中指定用於球的寄存器來表示玩家角色。最後，他利用為導彈（例如《战斗任务》中的子彈）分配的寄存器，來製作遊戲地圖中的附加牆壁，以便在同一場景顯現不同區域。另一方面，由於硬件要求螢幕的左右半部分使用相同圖形，促成了遊戲中複雜迷宮的出現。黑色城堡地下墓穴和黃金城堡下方主走廊則屬例外：雖然它們屬鏡像畫面，但區域裡有一個垂直的牆壁物體，以致畫面左右不對稱，同時還設置通往彩蛋的暗門。羅賓列特最初打算將所有區域設計成雙向連接，但程序錯誤導致數個區域變成單向；公司在遊戲手冊中形容這為「壞魔法」的影響。
羅賓列特克服技術和硬件限制，將新穎概念引入電子遊戲。他在遊戲中創建了三十個不同的區域，而當時大多數遊戲僅能呈現單一畫面。此外，畫面外的物體（如蝙蝠）會根據其編程行為繼續移動。除了這些限制，他還與雅達利的管理層抗爭。在遊戲開發期間，由華納通訊持有的雅達利聘請雷·卡薩爾出任消費者部門總經理，隨後他於1978年12月晉升為公司董事長兼首席执行官。卡薩爾甚少與程式設計師交流，對他們的貢獻漠不關心。起初，羅賓列特的上司喬治·西姆科克（George Simcock）勸阻他不要開發《魔幻歷險》，稱自己知道原型《巨洞冒險》需要使用多少記憶體，因此認為他無法在雅達利2600上完成這款雄心勃勃的遊戲。當羅賓列特在一個月內開發出可運行的原型時，雅達利管理層對他另眼相看，鼓勵他繼續開發。後來，管理層試圖遊說他將遊戲與即將上映的電影《超人》作商業搭配（電影由華納發行），但他仍然堅持自己最初的想法。不過，雅達利另一位程式設計師約翰·鄧恩（John Dunn）同意採用羅賓列特遊戲原型的源代码來製作《超人》遊戲。
第二個遊戲原型於1978年底完成，但只有大約八個區域、一條龍、兩個物體。此時，羅賓列特意識到它雖然體現了自己的設計目標，但十分無聊。於是，他把遊戲開發工作擱置數個月，當靈感湧現時再投入工作，最終於1979年6月完成。遊戲有兩處改動，一是增加玩家角色被巨龍吃掉並重啟遊戲的機率，另一則是加入能弒龍的劍。羅賓列特發現，這種元素組合所產生的各種可能性有助提高遊戲的刺激程度；他隨後製作了三條巨龍，並重複使用相同的原始碼來處理三條龍的行動。為了防止玩家將物體扔到牆壁空間又無法撿回的情況出現，他還製作了可供玩家吸走物品的道具磁鐵。
編寫遊戲情節方面，羅賓列特與史蒂夫·哈丁合作，後者是當時幾乎所有雅達利2600遊戲手冊的作者。哈丁玩完遊戲後編寫大部分情節，羅賓列特則在合適的地方修改元素。羅賓列特稱，三條巨龍的名字都是他想出來的，而蝙蝠的名字則源於友人建議，惟未被採用。
1979年6月，羅賓列特向雅達利管理層提交遊戲源代碼，其後離職。1980年初，雅達利發行遊戲。

## 彩蛋
彩蛋一般定義為「電腦程式創造者隱藏在其中的訊息、惡作劇或異常行為」。這個概念受到雅達利公司文化的影響，因《魔幻歷險》而變得流行。雅達利於1976年被華納通訊收購後，自紐約州空降而來的高階管理人員，便與加利福尼亞州的程式設計師發生文化衝突，原因在於後者上班較為隨性。雅達利也從產品上刪去開發人員的名字，以防競爭對手挖角。而據羅賓列特所言，管理層更視其為談判手段，令他們與開發人員討價還價時佔上風。管理層所採取的態度令不少程式設計師不滿，憤而離職；值得注意的是，大卫·克兰、拉里·卡普蘭、艾倫·米勒、鮑伯·懷特海德均因得不到認可和版稅，而離開雅達利並另起爐灶，成立雅達利2600遊戲的第三方開發商——动视，繼而製作了許多與雅達利不相伯仲的熱門遊戲。
在無人知曉的情況下，羅賓列特將自己的名字隱藏並嵌入遊戲內：在某個幾乎無法進入的區域，他留下了「由華倫·羅賓列特創作」（Created by Warren Robinett）的文字。他稱靈感源於披頭四樂隊在歌曲中留下隱藏訊息的流言。2015年，他在回憶時宣稱這條訊息只是自我宣傳的手段，並指出當時雅達利每年只向他支付約2.2萬美元，且不含任何版稅，但公司卻以每款25美元的定價賣出100萬套遊戲。
羅賓列特將這個秘密埋於心底一年多，對所有雅達利員工也閉口不談。另一方面，遊戲手冊作者對此並不知情，因此手冊並未提及。羅賓列特不確定這個秘密會否在遊戲發布之前便被其他工作人員發現。直到遊戲發行後，居於犹他州盐湖城的15歲少年亞當·克雷頓（Adam Clayton）才發現這個秘密，並致函雅達利希望得到解釋。此時羅賓列特已經離職，因此雅達利責成程式設計師尋找相關代碼。其後，發現它的員工布拉德·史都華表示，如果公司要他修復，他會將該訊息更改為「由布拉德·史都華修復」（Fixed by Brad Stewart）。此外，在遊戲發行時，創建新的唯讀記憶體或者記憶體晶片成本約為1萬美元（相當於2022年的35,517美元），更使這項變更成本高昂。雅達利消費者部門軟件開發總監史蒂夫·賴特（Steve Wright）主張保留該條訊息，認為這會為玩家帶來額外動力去尋找它，並遊玩更多雅達利的遊戲，甚至覺得這些就像复活节彩蛋般供玩家尋找。最終，雅達利決定在遊戲保留進入機制，並將此類隱藏功能稱為「彩蛋」，更稱公司將在以後的遊戲中添加更多此類秘密。賴特將「彩蛋」融入雅達利的官方政策，規定今後所有遊戲都應包含彩蛋，通常僅限於遊戲開發者的姓名縮寫。
假若玩家想覓得彩蛋，便須把遊戲的技巧等級設定為二或三級，並於黑色城堡地下墓穴中拾取灰點。灰點是個單像素物體，它隱藏在一個密室的牆上，而該密室只有通過橋樑才能進入；玩家必須將角色沿著底部牆壁彈跳才能拾取它。當角色身處地下墓穴通道或在普通牆壁上方時，玩家便可以看到灰點；但在大多數區域中，角色攜帶或丟棄灰點時，它又會隱形。與其他物品不同的是，灰點不會被磁鐵吸走。玩家必須將灰點與兩個以上的物品一同帶到金色城堡下方走廊的東端。此時，螢幕右側的障礙物將會快速閃爍，當玩家角色穿過障礙物後，便會進入一個新區域，並顯示「由華倫·羅賓列特創作」的字樣，文字也會不斷變色。
在雅達利經典10合1電視遊戲（Atari Classics 10-in-1 TV Games）獨立遊戲機的版本中，該文字被替換為「文字？」（TEXT?），後來大多數重新發行的遊戲中都包含這段文字。

## 反響
《魔幻歷險》在發行後便獲遊戲評論家稱讚。至今，遊戲銷量已超過100萬盒。雜誌《太空玩家》刊出諾曼·豪（Norman Howe）的評論，他宣稱「從電子遊戲的衡量標準來看，《魔幻歷險》是一款好遊戲。雖然它不像《超人》般有趣而複雜，但它展示了未來的美好前景。」比爾·康克爾（Bill Kunkel）和法蘭克·拉尼（Frank Laney）在雜誌《影像》撰文，指《魔幻歷險》是「設計上的重大突破」，又稱它「打破了一些電子遊戲慣例」，例如計分和時間限制。他們續指，這款遊戲比一般的家用電子遊戲「更有野心」，但畫面卻十分平庸，比如主角僅是一個正方形。在1982年出版的《如何在家庭電子遊戲中取勝》中，編輯指遊戲難以預測、任務不合邏輯，總結時更聲稱「即使是忠實的戰略家，也可能很快厭倦《魔幻歷險》中過多的嘗試和錯誤。」而在1983年出版的雜誌《電動遊戲》中，編輯表示雖然遊戲畫面乏味，但它「仍然具有令人著迷的力量」，而且「《魔幻歷險》中引入的動作冒險概念在今時今日依然可行。」該雜誌在同年出版《電動遊戲1983年軟件百科全書》（Electronic Games 1983 Software Encyclopedia），並於其中刊登另一篇評論：它把遊戲評為9分（滿分10分），稱讚其遊戲玩法優秀，是款傑出的單人遊戲，不過畫面和音效方面僅令人滿意。
網站1Up.com的謝洛美·巴里殊（Jeremy Parish）在2010年時發表回顧評論，宣稱《魔幻歷險》是款「將才華發揮得淋漓盡致的作品」，它巧妙地從文字遊戲中提取探索、戰鬥、尋寶的基本要素，並將其轉換成圖形。不過他也承認，這款遊戲的玩法在現今幾乎難以讓人接受。網站「雅達利遊戲總部」（Atari Gaming Headquarters）給這款遊戲打出8分（滿分10分），評論家在指出其歷史重要性的同時，也痛斥遊戲畫面和音效，總結時稱儘管遊戲存在技術缺陷，但對於玩家而言，這部作品仍然非常有趣。而在1995年，雜誌《Flux》在其百大電子遊戲排行中，把《魔幻歷險》評為第35位，並將這款遊戲描述為「具挑戰性且非常有趣」。

## 影響
作為首款動作冒險電子遊戲以及首款主機幻想類遊戲，《魔幻歷險》在家用游戏机平台上確立了冒險遊戲類型。它除了是雅達利2600的首款圖形冒險遊戲，也是首款包含廣為人知的彩蛋的電子遊戲。同時，它更是首款容許玩家在探索開放式環境時，攜帶和使用多種在螢幕上顯示的物品的遊戲；雖然這部作品的內容短小、圖形原始，但無阻它成為開放世界遊戲的首例。此外，當玩家遊玩時，除了角色周邊環境外，大部分遊戲區域都會被迷霧遮擋，因此遊戲也被視為首款在地下墓穴中使用战争迷雾效果的作品。
《魔幻歷險》在眾多投票中被評為最佳雅達利2600遊戲，並被視為家用電子遊戲發展史上的重要一步。2007年，《GamePro》雜誌發表史上最重要的電子遊戲排行榜，《魔幻歷險》名列第28位。2010年，1Up.com在其「最重要的50款遊戲」專題中，將《魔幻歷險》列為其一。2012年，《時代》雜誌評選有史以來100款最棒的電子遊戲，《魔幻歷險》位列其中。2013年，《娱乐周刊》將《魔幻歷險》評為雅達利2600的十大遊戲之一。遊戲在書籍《有生之年非玩不可的1001款游戏》上同樣榜上有名。
《魔幻歷險》的續作於1982年初首次宣布，但計劃中的續集最終演變為尋劍系列遊戲。2005年，雅達利在家用遊戲機雅達利Flashback 2上，發行由寇特·文德爾（Curt Vendel）編寫的續集。2007年，網站雅達利時代自行出版遊戲續集《魔幻歷險Ⅱ》（Adventure II），適用於雅達利5200，此作很大程度上受到原作啟發。網站又稱遊戲名稱的使用已得到雅達利互動公司許可。另一方面，羅賓列特將《魔幻歷險》中角色使用物品的設定，融入他下一部遊戲《洛奇的靴子》中，但同時增加了將不同物品組合成新物品的功能。
在2011年小說《一級玩家》及其2018年電影版中，遊戲中的「彩蛋」均獲重點提及。在小說版和電影版中，虛構虚拟现实遊戲「綠洲」（OASIS）的創造者留下彩蛋，不少玩家為了尋找它們而展開競賽，而靈感來源則出自於《魔幻歷險》。另一方面，在《魔幻歷險》中尋找秘密區域也是兩個版本的核心情節，電影版更是加入相關遊戲片段。
2022年，玩具公司樂高推出「雅達利2600」盒組，其中包括《魔幻歷險》等三個遊戲卡匣。另外，盒組亦提供還原遊戲內容的情境場景組，《魔幻歷險》的場景組則是內藏彩蛋的金色城堡。

### 重新發行
雅達利曾多次重新發行《魔幻歷險》，包括：
- 雅達利經典10合1電視遊戲（獨立硬件設備，發行於2003年）[61]
- 雅達利選集（英语：Atari Anthology）（電腦版本發行於2003年，Xbox、PlayStation 2版本發行於2004年）[62]
- 雅達利Flashback（獨立硬件設備，發行於2004年）[63]
- 雅達利Flashback 2（獨立硬件設備，發行於2005年）[64]
- Game Room（英语：Game Room）（Xbox 360、電腦版本發行於2010年）[65]
- 雅達利經典遊戲（英语：Atari Greatest Hits）（任天堂DS、iOS版本發行於2010年）[66]
- 雅達利Flashback 3（獨立硬件設備，發行於2011年）[67]
- 雅達利Flashback 4（獨立硬件設備，發行於2012年）[68]
- 雅達利寶庫（英语：Atari Vault）（電腦版本發行於2016年）[69]
- 雅達利重溫經典第2集（PlayStation 4、Xbox One版本發行於2016年，任天堂Switch版本發行於2018年）[70][71]
- 雅達利Flashback Portable（獨立硬件設備，發行於2016年）[72]
- 雅達利Flashback 8（獨立硬件設備，發行於2017年）[73]
- 雅達利合集1（Evercade版發行於2020年）[74]
- 雅達利50周年紀念合集（英语：Atari 50）（任天堂Switch、PlayStation 4、PlayStation 5、Xbox One、Xbox Series、電腦版本發行於2022年）[75]

## 另見
- 雅达利2600游戏列表

## 腳注
1. ↑  Atari 1980，第1頁.
2. ↑  Atari 1980，第5頁.
3. ↑  Atari 1980，第6頁.
4. ↑  Merrill, Arthur. . Arthur's Hall of Viking Manliness. 1998  [2024-02-17]. （原始内容存档于2010-11-22） （英语）.
5. 1 2 3  Wolf 2008，第82頁.
6. 1 2 3  Wolf & Perron 2013，第vii頁.
7. 1 2  Salen & Zimmerman 2006，第709頁.
8. ↑  Salen & Zimmerman 2006，第694頁.
9. ↑  Salen & Zimmerman 2006，第700頁.
10. 1 2 3 4 5 6 7 8 9 10 11  Rignall, Jaz. . USgamer. 2015-09-29  [2024-02-17]. （原始内容存档于2015-10-01） （英语）.
11. ↑  Atari 1980，第7頁.
12. ↑  Atari 1980，第4頁.
13. 1 2  Fatsquatch. . The Jaded Gamer. 2003-05-13  [2024-02-17]. （原始内容存档于2014-03-01） （英语）.
14. 1 2 3 4 5 6 7 8 9 10 11 12  Baker, Chris. . Wired. 2015-03-13  [2024-02-17]. （原始内容存档于2024-01-24） （英语）.
15. 1 2 3   (PDF). Electronic Games (Reese Publishing Company). 1983-06: 50, 53. （原始内容存档 (PDF)于2022-12-06） （英语）.
16. ↑  Salen & Zimmerman 2006，第690頁.
17. ↑  Montfort & Bogost 2009，第14頁.
18. ↑  Kent 2001，第189頁.
19. 1 2 3  Machkovech, Sam. . Ars Technica. 2015-03-14  [2024-02-18]. （原始内容存档于2023-05-22） （英语）.
20. ↑  Montfort & Bogost 2009，第52頁.
21. ↑  . Good Deal Games.   [2024-02-18]. （原始内容存档于2023-12-06） （英语）.
22. ↑  Montfort & Bogost 2009，第59頁.
23. 1 2 3 4 5 6  Yarwood, Jack. . Paste. 2016-03-27  [2024-02-18]. （原始内容存档于2023-11-28） （英语）.
24. 1 2 3  Hague, James. . dadgum.com.   [2024-02-18]. （原始内容存档于2024-01-09） （英语）.
25. 1 2  Wallis, Alistair. . Gamasutra. 2007-03-29  [2024-02-18]. （原始内容存档于2024-02-18） –Game Developer （英语）.
26. ↑  . toadstool.net. 1997-04-21  [2024-02-18]. （原始内容存档于2005-02-07） （英语）.
27. ↑  Butler 1997，第22頁.
28. ↑  Smith 2019，第463頁.
29. ↑  Pogue, David. . The New York Times. 2019-08-08  [2024-02-24]. （原始内容存档于2019-08-08） （英语）.
30. 1 2  Montfort & Bogost 2009，第60頁.
31. ↑  Barton, Matt; Loguidice, Bill. . Gamasutra. 2008-02-28  [2024-02-24]. （原始内容存档于2023-02-06） –Game Developer （英语）.
32. ↑   (PDF). Atari Compendium.   [2024-02-24]. （原始内容存档 (PDF)于2023-09-28） （英语）.
33. ↑  Montfort & Bogost 2009，第61頁.
34. 1 2  Salen & Zimmerman 2006，第713頁.
35. ↑  Laney Jr., Frank (编). . Electronic Games. Vol. 1 no. 1. 1981-12: 14 （英语）.
36. ↑  Petty, Jared. . IGN. 2015-03-06  [2024-02-25]. （原始内容存档于2023-04-22） （英语）.
37. ↑  Kohler 2005，Chapter 2.
38. ↑  Cavanaugh, Chris. . Allgame.   [2024-02-25]. （原始内容存档于2014-11-14） （英语）.
39. 1 2  . Electronic Games 1983 Software Encyclopedia. Vol. 1 no. 1 (Reese Communications). 1983: 16. ISSN 0736-8488 （英语）.
40. 1 2  The Editors of Consumer Guide 1982，第59頁.
41. ↑  . Video Games Player. Vol. 1 no. 1 (Carnegie Publications). 1982-09: 62–63 （英语）.
42. ↑  Howe, Norman. . The Space Gamer. No. 31 (Steve Jackson Games). 1980-09: 27 （英语）.
43. ↑  Kunkel, Bill; Laney, Frank. . Video (Reese Publishing Company). 1981-01: 28 （英语）.
44. 1 2  Parish, Jeremy. . 1UP.com. 2010  [2024-02-25]. （原始内容存档于2011-05-24） （英语）.
45. ↑  King, Adam. . Atari Gaming Headquarters.   [2024-02-25]. （原始内容存档于2024-01-20） （英语）.
46. ↑  . Flux. No. 4 (Harris Publications). 1995-04: 28 （英语）.
47. ↑  Buchana, Levi. . IGN. 2008-08-27  [2024-03-01]. （原始内容存档于2023-08-22） （英语）.
48. ↑  Montfort & Bogost 2009，第16頁.
49. ↑  Harris, John. . Gamasutra. 2007-09-26  [2024-03-01]. （原始内容存档于2023-11-02） –Game Developer （英语）.
50. ↑  Montfort & Bogost 2009，第58-59頁.
51. ↑  Wolf 2001，第97頁.
52. ↑  . GamePro. 2007-04-25  [2024-01-01]. （原始内容存档于2007-05-21） （英语）.
53. ↑  Grossman, Lev. . Time. 2012-11-15  [2024-03-01]. （原始内容存档于2024-03-01） （英语）.
54. ↑  Morales, Aaron. . Entertainment Weekly. 2013-01-25  [2024-03-01]. （原始内容存档于2023-09-21） （英语）.
55. ↑  陳功 2013，第28頁.
56. ↑  Green, Earl. . Phosphor Dot Fossils.   [2024-03-01]. （原始内容存档于2006-05-07） （英语）.
57. ↑  . AtariAge.   [2024-03-01]. （原始内容存档于2012-11-15） （英语）.
58. ↑  Maslin, Janet. . The New York Times. 2011-08-14  [2024-03-02]. （原始内容存档于2023-04-18） （英语）.
59. ↑  Rougeau, Michael. . GameSpot. 2018-04-04  [2024-03-02]. （原始内容存档于2023-04-22） （英语）.
60. ↑  Wong, Kevin. . IGN. 2022-08-02  [2024-03-02]. （原始内容存档于2023-09-30） （英语）.
61. ↑  Bhatnagar, Parija. . CNN. 2003-08-01  [2024-03-02]. （原始内容存档于2023-04-23） （英语）.
62. ↑  Harris, Craig. . IGN. 2004-11-30  [2024-03-02]. （原始内容存档于2023-10-06） （英语）.
63. ↑  Harris, Craig. . IGN. 2004-12-16  [2024-03-02]. （原始内容存档于2023-10-06） （英语）.
64. ↑  Falcone, John. . CNET. 2006-10-25  [2024-03-02]. （原始内容存档于2023-04-10） （英语）.
65. ↑  . Microsoft.   [2024-03-02]. （原始内容存档于2014-04-28） （英语）.
66. ↑  Humphries, Matthew. . Geek.com. 2010-11-12  [2024-03-02]. （原始内容存档于2014-04-28） （英语）.
67. ↑  . PC Magazine. 2011-11-01  [2024-03-02]. （原始内容存档于2023-11-24） （英语）.
68. ↑  Tach, Dave. . Polygon. 2012-11-12  [2024-03-02]. （原始内容存档于2023-04-10） （英语）.
69. ↑  Petty, Jared. . IGN. 2016-03-23  [2024-03-02]. （原始内容存档于2023-06-14） （英语）.
70. ↑  . Retrovolve. 2016-11-06  [2024-03-02]. （原始内容存档于2023-03-27） （英语）.
71. ↑  Scullion, Chris. . Nintendo Life. 2018-12-18  [2024-03-02]. （原始内容存档于2023-11-24） （英语）.
72. ↑  . Atari.   [2024-03-02]. （原始内容存档于2016-11-18） （英语）.
73. ↑  Osborn, Alex. . IGN. 2017-06-11  [2024-03-02]. （原始内容存档于2022-11-18） （英语）.
74. ↑  . Evercade.   [2024-03-02]. （原始内容存档于2024-02-08） （英语）.
75. ↑  Machkovech, Sam. . Ars Technica. 2022-09-13  [2024-03-02]. （原始内容存档于2024-02-27） （英语）.

## 文獻
- (PDF). Sunnyvale, CA: Atari, Inc. 1980. （原始内容存档 (PDF)于2024-02-14） （英语）.
- Butler, Judith. . Psychology Press. 1997. ISBN 0-415-91588-0 （英语）.
- Kent, Steven L. . Three Rivers Press. 2001. ISBN 0-7615-3643-4 （英语）.
- Kohler, Chris. . O'Reilly Media. 2005. ISBN 978-1-4493-0390-7 （英语）.
- Montfort, Nick; Bogost, Ian. . The MIT Press. 2009. ISBN 978-0-262-01257-7 （英语）.
- Robinett, Warren.  (演讲). Game Developers Conference. San Francisco, California. 2015-03-06  [2024-02-14]. （原始内容存档于2016-04-17） （英语）.
- Salen, Katie; Zimmerman, Eric (编). . The MIT Press. 2006. ISBN 0-262-19536-4 （英语）.
- Smith, Alexander. . 1: 1971-1982. CRC Press. 2019. ISBN 978-1-138-38990-8 （英语）.
- The Editors of Consumer Guide (编).  (PDF). Publications International. 1982. （原始内容存档 (PDF)于2023-03-19） （英语）.
- Wolf, Mark J. P. (编). . University of Texas Press. 2001. ISBN 0-292-79148-8 （英语）.
- Wolf, Mark J. P. (编). . ABC-CLIO. 2008. ISBN 978-0-313-33868-7 （英语）.
- Wolf, Mark J. P.; Perron, Bernard (编). . Routledge. 2013. ISBN 0-415-96578-0 （英语）.
- Mott, Tony. . 由陳功翻译. 中央編譯出版社. 2013. ISBN 978-7-5117-1871-6 （中文（中国大陆））.